# رزمونت (پنسیلوانیا)
رزمونت (به انگلیسی: Rosemont) یک منطقهٔ مسکونی در ایالات متحده آمریکا است که در شهرستان مونتگومری، پنسیلوانیا واقع شده‌است. رزمونت  ۱۰۳٫۹۴ متر بالاتر از سطح دریا واقع شده‌است.